# Distrikt Chiguata
Der Distrikt Chiguata liegt in der Provinz Arequipa der Region Arequipa in Südwest-Peru. Der Distrikt geht auf die Gründung des Dorfes Chiguata am 22. Januar 1540 zurück. Die eigentliche Gründung des Distrikts Chiguata fand am 2. Januar 1825 statt. Der Distrikt hat eine Fläche von 460,81 km². Beim Zensus 2017 lebten 2939 Einwohner im Distrikt. Im Jahr 1993 lag die Einwohnerzahl bei 2113, im Jahr 2007 bei 2686. Die Distriktverwaltung liegt in der 2946 m hoch gelegenen Ortschaft Chiguata mit 415 Einwohnern (Stand 2017). Chiguata liegt am östlichen Rand des Ballungsraumes der Provinz- und Regionshauptstadt Arequipa 15 km von deren Stadtzentrum entfernt. 

## Geographische Lage
Der Distrikt Chiguata liegt im zentralen Osten der Provinz Arequipa. Er erstreckt sich zwischen den beiden Vulkanen Misti im Nordwesten und Picchu Picchu im Südosten.
Der Distrikt Chiguata grenzt im Westen an die Distrikte Paucarpata, Mariano Melgar und Miraflores, im Norden und Osten an den Distrikt San Juan de Tarucani sowie im Süden an die Distrikte Characato und Sabandía.